# Kanadarenett
Kanadarenett, även Kanada renett, är en äppelsort vars ursprung är okänt. Triploid. Äpplet är mycket stort och dess tjocka skal är mestadels av en grön färg. Köttet som är fast och saftigt är svagt sött och syrligt. Kanadarenett mognar i januari och håller sig därefter vid bra förvaring till, omkring, våren. Kanadarenett är främst ett ätäpple. Pollineras av de flesta sorter utom; Berner Rosenäpple, Guldparmän och Vit Vinterkalvill. I Sverige odlas Kanadarenett gynnsammast i zon I. Densitet 0,82.